# Космос-382
Космос-382, інша назва 7К-Л1Є № 2К — радянський космічний корабель типу 7К-Л1, призначений для випробування розгінного блоку для місячної експедиції.

## Попередній запуск
28 листопада 1969 ракета-носій «Протон-К» мала вивести на навколоземну орбіту космічний корабель Космос-313 (7К-Л1Є № 1), доопрацьований для випробувань розгінного блоку для польоту на Місяць. На кораблі встановили телекамери для спостереження за роботою розгінного блоку і він отримав позначення 7К-Л1Є. Запуск закінчився аварією ракети-носія.

## Мета запуску
2 грудня 1970 ракета-носій «Протон-К» вивела на навколоземну орбіту космічний корабель 7К-Л1Е («Космос-382»).
Модифікований місячний корабель «Союз-7К-Л1Е», який був оснащений телекамерами для спостереження за розгінним блоком, був створений для випробування розгінного блоку для місячної експедиції. На навколоземній орбіті було виконано кілька маневрів, що імітували розгін до Місяця і вихід на навколомісячну орбіту.
Крім того відбулись дослідження спільно з льотно-випробувальним інститутом експериментальної установки «Роса». Була здійснена перевірка ефективності в умовах короткочасної невагомості на літаках і спільно з ОКБ-1 (РКК «Енергія») й в умовах тривалої невагомості на штучному супутнику Землі («Космос-382») на спеціально створеній експериментальній установці «Роса». Це була перша в світовій практиці регенераційна система космічної станції стала система регенерації води з конденсату атмосферної вологи (виділеної екіпажем при диханні і потовиділенні) — СРВ-К.
Космічний корабель пролітав на орбіті понад 20 років.

## Результат
Був відпрацьований розгінний блок та бортові системи.
Система СРВ-К успішно експлуатувалася з 1975 року на орбітальних космічних станціях Салют № 4, 6 і 7 і забезпечувала екіпажі високоякісною холодною та гарячою водою для пиття, приготування їжі та напоїв, а також для очищення запасів води з простроченим терміном зберігання та отримання гарячої води для санітарно-гігієнічних процедур.
Після цього програма була остаточно закрита.